# 雁山镇
雁山镇是中华人民共和国广西壮族自治区桂林市雁山区下辖的一个镇，也是雁山区政府驻地。

## 行政区划
雁山镇下辖以下地区：
雁山街社区、东立村、枫林村、周家村、文家村、三合村、果园村、罗安村、良丰村、兴隆村、竹园村、莫家村、云塘村、五塘村、茶江村和三立村。